# Gustav (musicien)
Pour les articles homonymes, voir Gustave et Vonlanthen.
Gustav, de son vrai nom Pascal Vonlanthen, né le 29 avril 1975 à Fribourg, est un musicien et chanteur suisse.

## Présentation
Depuis 1998, Gustav publie plusieurs albums et se produit en spectacle dans toute la Suisse. Sa langue d'expression est à la fois le suisse allemand singinois, le français et l'allemand, à l'image du canton de Fribourg bilingue et de la Suisse multilingue.

### Débuts
Le talent musical de Gustav se révèle très tôt, lorsqu'il joue les premiers rôles dans des comédies musicales ou accompagne des camarades de classe à la guitare, au piano. Il joue également de la batterie, de la basse ou de la trompette dans différents groupes. À 16 ans, il commence à écrire ses propres chansons et les présente déjà en public. Après de petits succès régionaux dans diverses formations musicales, Gustav devient artiste solo en 1998.

### Artiste solo
Gustav fait ses débuts en solo le 12 décembre 1998 au Fri-Son de Fribourg. Avec son orchestre amateur nommé Das Kummerorchester, il présente 18 chansons dont il est auteur-compositeur et arrangeur. Diverses représentations dans toute la Suisse suivent. Deux ans plus tard, l'instrumentiste fribourgeois sort l'album « Gegen Süden – Vers le sud ». Pour la première fois, Gustav chante en français en plus de l'allemand. Le bilinguisme devient sa marque de fabrique. Il joue sur les grandes scènes suisses, dont le Paléo, le Gurtenfestival, le Festival de Jazz de Montreux ou l'Open Air de Gampel. L'album "666" et tout le catalogue de ses titres sort en 2010 sous le label Universal Music Group Switzerland. Dans la même année, Gustav remporte l'émission de télévision Kampf der Chöre sur la chaîne suisse SRF,. Le 4 septembre 2011, le double album « Gustav – Trésors & Trouvailles » se positionne en deuxième position du hitparade suisse. En 2012, Gustav écrit la chanson officielle « 100 000 gouttes d'eau » pour la collecte de fonds Chaque centime compte de la Radio télévision suisse. Plus de 7 millions de francs suisses ont été récoltés pour les personnes n'ayant pas accès à l'eau potable. Gustav écrit la chanson suisse officielle de l'Euro 2016 en France nommée « Tous Ensemble »,. En tant que représentant de la culture musicale suisse, Gustav est invité en France, en Corée du sud, en Indonésie, aux Philippines et en Angleterre.

### Autres projets
En 2003, Gustav et Duri Darms forment le duo électro « Der.rek 7.9 » et se produisent dans de nombreux clubs et festivals suisses. En 2004, Gustav joue le rôle de John aux côtés de l'actrice Khany Hamdaoui dans le court Métrage "One magic evening", du réalisateur François Yang. En 2009, Gustav joue quelques concerts avec son ancien groupe de grunge hardcore « Agent Orange » au Bad Bonn de Guin. Il interprète des chansons folkloriques suisses au pavillon suisse de l'Exposition universelle en Corée du sud en 2012. Un an plus tard, il compose toutes les chansons pour l'outil zurichois d'enseignement du français "Dis-donc". En 2013, Gustav se produit au théâtre de danse "13" avec le batteur Julian Sartorius, le contrebassiste Christian Weber et le duo électro Zitz/Zendrini, cinq danseurs et un peintre. Gustav compose et interprète en 2014 la musique le la pièce Don Quichotte sous la direction de Niklaus Talman. Dans la même année, il chante à l'occasion de l'inauguration du Pont de la Poya à Fribourg, en collaboration avec 300 membres de chorales et un orchestre symphonique. En 2015 et 2016, Gustav est sur scène en tant que conteur et musiciens pour le théâtre pour enfants et la pièce « Bruder Lustig » des Frères Grimm. La même année, il joue la musique de la pièce de théâtre "la Nuit" de Laura de Weck, en direct. À l'occasion du 25e anniversaire de la mort de l'artiste Jean Tinguely, Gustav compose trois chansons avec des citations du célèbre sculpteur fribourgeois. Avec les comédiens francophones Geneviève Pasquier, Alain Guerry et germanophone Niklaus Talman, il conçoit en 2016 une lecture scénique bilingue « Jean Tinguely pris au mot / Jean Tinguely Wort-wörtlich ». Depuis 2012, Gustav visite les écoles suisses et présente son programme « Gustav à l'école ». Ce cours de musique fait connaître aux enfants de manière ludique 20 instruments. Ils chantent, jouent de la musique, dansent et apprennent quelques termes dans une autre langue nationale, sur des chansons de Gustav.
En 2018, il fonde avec Gerhard Andrey l'académie musicale La Gustav.

### Nom de l'artiste
Son premier projet, "Gustav und das Kummerorchester", était inspiré par l'opéra de quat'sous de Kurt Weill et Bertolt Brecht. Le musicien décide alors de choisir un prénom mystérieux de l'époque.

## Distinctions
- 2001 : Nommé au Festival Visa Francophone Villefranche-de-Rouergue, en France[10] ;
- 2002 : Ambassadeur de la culture pour l'Exposition nationale suisse ;
- 2008 : Prix culturel de l'État de Fribourg[11] ;
- 2010 : Vainqueur de l'émission de télévision Kampf der Chöre sur SRF[2],[3];
- 2011 : Prix Atec[12] ;
- 2012 : Prix du Bilinguisme de l'Association pour la promotion des germanophones et de l'allemand dans le Canton de Fribourg (DFAG).

## Discographie

### Albums
- 1998 : Gustav & das Kummerorchester „Die Erste“
- 2000 : Gegen Süden / Vers le sud
- 2002 : Rosemary’s Bar
- 2005 : Ultra vista
- 2007 : Les jardins de mon cœur
- 2010 : 666
- 2011 : Gustav (Trésors & Trouvailles)
- 2013 : The Holy Songbook
- 2016 : 9 - neuf - neun - nün

### Singles
- 2007 : Di Wäg / Ton chemin
- 2010 : Bout du Monde (Radio)
- 2011 : Ritter
- 2012 : 100 000 gouttes d’eau (Jeder Rappen zählt)
- 2013 : Gin
- 2013 : Easy (Radio)
- 2014 : Quelqu'un t’attend quelque part (Radio)
- 2016 : Tous ensemble

### Les clips vidéo
- Officiel Clip vidéo "Quelqu'un t'attend quelque part"
- Officiel Clip Vidéo "Gin"
- Officiel Clip Vidéo De "Ritter"
- Officiel Clip vidéo 100'000 gouttes d'eau